# Олес Санин
Олес Хенадијович Санин (укр. Олесь Геннадјович Санин; Камин-Каширски, 30. јул 1972) је украјински филмски редитељ, глумац, сниматељ, продуцент, музичар и вајар. Награду Заслужни умјетник Украјине освојио је 2014. године; такође је награђен Украјинском државном наградом Олександра Довженка (2004) и лауреат Украјинске националне награде Тарас Шевченко (2025).

## Биографија
Рођен у Камин-Каширском у Волинској области. Дипломирао је на Националном универзитету за позориште, филм и ТВ Иван Карпенко-Кари у Кијеву 1993. године у класи глумца (ментор: Валентина Зимнија) и завршио курс филмске режије за игране филмове (ментор: Леонид Осика) 1998. године. Праксу је обављао у Холандији и Сједињеним Државама. У периоду 1994–2000. године радио је као филмски редитељ, директор фотографије, директор продукције у секцији играних и документарних филмова украјинског огранка међународне организације Internews Network (тренутно Internews). Продуцирао је неколико десетина документарних филмова (нпр. за станице као што су Internews Network, Canal+, украјински ТВ канале 1+1, NTV, TNT, Polsat, DALAS studio, IKON, PRO Helvecia). Био је директор фотографије неколико документарних филмова и режирао неколико документарних и кратких играних филмова.
Санин предсједава Украјинском асоцијацијом младих кинематографа.
Свира бандуру, торбан, хурди-гурди и прати волињску традицију свирача хурди-гурди-ја.
И сам је правио музичке инструменте, савладавајући занат свог дједа. Под псеудонимом Олеш Смик (укр. Олесь Смик), члан је Кијевског Кобзар Гилд-а.
Два његова дугометражна филма, дебитантски Мамај (2003) и Водич (2014), били су званичне украјинске номинације за Оскара за најбољи међународни филм.
Водич о судбини украјинских кобзара премијерно је приказан 10. октобра 2014. године на 30. Варшавском међународном филмском фестивалу.

## Награде и почасти
- Сребрна медаља браће Лумијер
- „Сребрна медаља“ Академије умјетности Украјине
- Државна награда Украјине Олександр Довженко (18. август 2004. год.) – за изузетан стваралачки допринос стварању дугометражног играног филма „Мамај“ (у саставу тима).[4]
- Заслужни умјетник Украјине (23. августа 2014. год.) – за значајан лични допринос изградњи државе, друштвено-економском, научно-техничком, културном и образовном развоју Украјине, значајна радна достигнућа и висок професионализам.[5]
- Народни умјетник Украјине (13. септембар 2024. год.) - за значајан лични допринос развоју кинематографије, значајна креативна достигнућа, високе професионалне вјештине и поводом Дана украјинског филма.[6]
- Национална награда Украјине Тарас Шевченко (5. март 2025. год.) — за дугометражни играни филм „Довбуш“

## Јавни став
У јуну 2018. године подржао је украјинског редитеља Олега Сенцова, затвореног у Русији.

## Филмографија
Режија
Умјетнички филмови (дугометражни)
- 2003 — Мамай (Мамај), (режисер, сценариста, глумац)
- 2013 — Поводир, або квіти мають очі (Водич, или цвијеће имају очи), (режисер, сценариста)
- 2023 — Довбуш (Довбуш), (режисер)

Умјетнички филм (краткометражни филм)
- 2018 — Анна (Ана), (режисер, сценариста)

Документарни филмови
- 1994 — Матінка Надія (Мајка Нађа)
- 1994 — Буря (Олуја)
- 1995 — Зимно (Зима)
- 1996 — Пустинь (Пустиња)
- 1998 — Танок моржа (Плес моржа), (коаутор)
- 1999 — Нація. Лемки (Нација - Лемки)
- 1999 — Нація. Євреї (Нација - Јевреји)
- 1999 — Гріх (Гријех)
- 2000 — Різдво, або як гуцули кінця світу чекали (Божић или како су Хутцули чекали Судњи дан)
- 2001 — Акварель (Акварел)
- 2005 — День сьомий (Седми дан), (режисер)
- 2008 — Перебіжчик (Тркач)  (режисер, коаутор са Марком Џонатаном Харисом)[8]
- 2017 — Переломний момент: Війна за демократію в Україні (Преломни моменат: Рат за демократију у Украјини) (у сарадњи са Марком Џонатаном Харисом)

Глума
- 1995 — Атентат — Осіннє вбивство у Мюнхені (Атентат - Јесење убиство у Минхену)